# Benedetto Lorenzelli
Benedetto Lorenzelli (Castel di Casio, 11 mei 1853 – Bucciano, 15 september 1915) was een Italiaans geestelijke en kardinaal van de Katholieke Kerk.

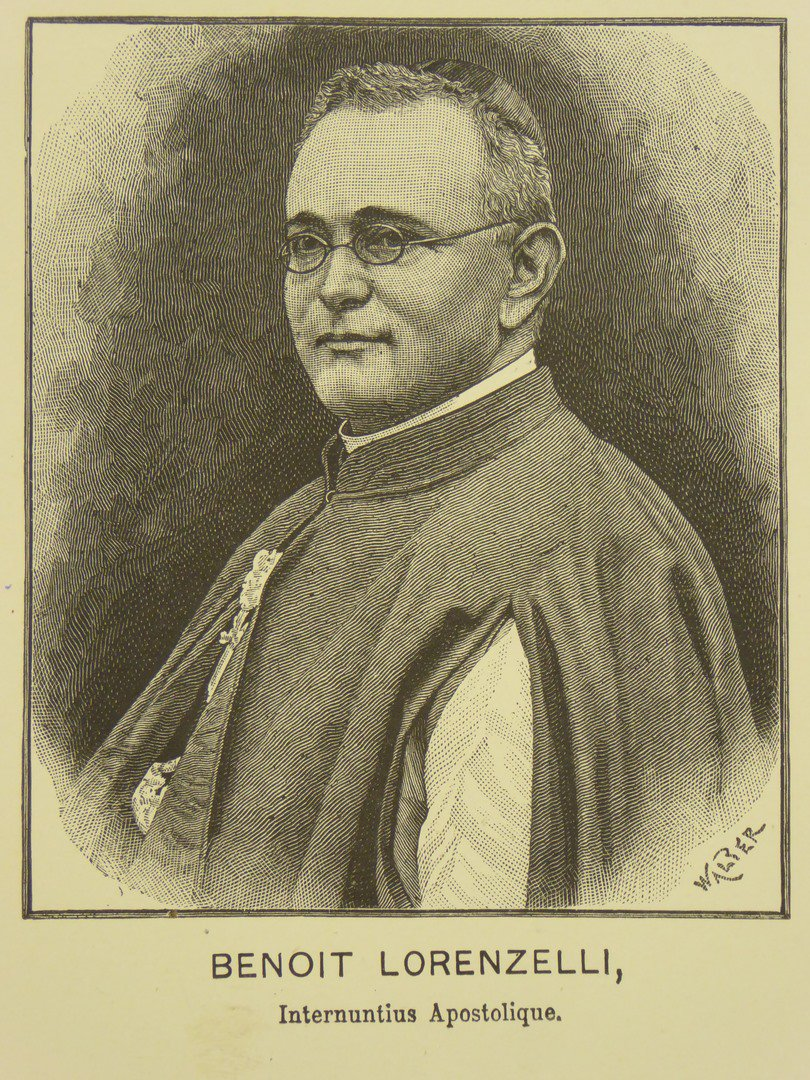
Benoit Lorenzelli, internuntius

Lorenzelli studeerde aan de Universiteit van Bologna en aan  het Pauselijke Athenaeum San Apollinare in Rome waar hij een doctoraat in de godgeleerdheid behaalde. Hij werd op 1 april 1876 priester gewijd en doceerde vervolgens aan de Pauselijke Urbaniana Universiteit. Tussen 1884 en 1889 doceerde hij aan het San Apollinare, om vervolgens de eerste rector te worden van het Pauselijk Boheems College in Rome. In 1889 werd hij Kamerheer van de Paus en toegevoegd aan de apostolische nuntiatuur in Oostenrijk. Tussen 1890 en 1893 werkte hij als referendaris bij de Hoogste Rechtbank van de Apostolische Signatuur om vervolgens internuntius te worden voor Nederland en Luxemburg. 
Op 1 oktober 1896 benoemde paus Leo XIII hem tot titulair aartsbisschop van Sardes en tot nuntius in Duitsland. Vanaf 1899 was hij nuntius in Frankrijk, totdat Frankrijk de diplomatieke betrekkingen met de Heilige Stoel opschortte. Nu werd Lorenzelli benoemd tot aartsbisschop van Lucca.
Tijdens het consistorie van 15 april 1907 creëerde paus Pius X hem kardinaal. De Santa Croce in Gerusalemme werd zijn titelkerk. In 1910 nam hij ontslag als aartsbisschop en werd hij benoemd tot prefect van de Congregatie voor de Studies. Kardinaal Lorenzeli nam deel aan het conclaaf van 1914 en overleed amper een jaar later, op 62-jarige leeftijd.

## Werken
- Philosophiae theoreticae institutiones secundum doctrinam Aristotelis et S. Thomae Aquinatis,1-2, 1896 – 2. vyd., 1906
- Philosophiae speculativae institutiones synopticae, 1893
- La teoria del materiale e dell'immateriale riguardanti in se e nella loro conoscibilità, 1886
- Le sensazioni e I sensibili, 1886
- Il teismo filosofico cristiano e la critica panteistica, 1893